# جودیت رابرتس (بازیگر)
جودیت رابرتس (انگلیسی: Judith Roberts؛ زادهٔ ۱ دسامبر ۱۹۳۴) بازیگر اهل ایالات متحده آمریکا است.
از فیلم‌هایی که وی در آن نقش داشته‌است، می‌توان به کله‌پاک‌کن و سکوت مطلق اشاره نمود.

## زندگی شخصی
رابرتس از سال ۱۹۶۲ تا ۱۹۷۱ با پرنل رابرتس هنرپیشه ازدواج کرده بود.